# 王彥儔
王彥儔，五代十国后唐、南唐将领，蔡州上蔡人。
王彥儔年轻时爲州軍校，後唐同光末年，諸州多亂，王彥儔联合同列六人作乱。王彥儔说自己当天晚上在刺史府中值班，让六人持兵器来刺杀刺史，自己作爲內應。晚上，六人如約至，王彥儔将他们斩杀，持其首级叩帳門，求见刺史。刺史驚喜而出，王彥儔又斬刺史，归罪於六人，自領州事。唐兵來討，王彥儔把妻儿藏於村舍，带着父母南奔。杨吴辅政徐知诰任命他爲都押牙，升任为和州刺史，于是派人迎来妻儿。王彥儔在和州有政績，入朝拜为天威統軍。以兇亂發迹，之后却小心謹慎。徐知诰到其厅堂拜见其父。唐元宗時，擢升为池州康化軍節度使。当時給事中常梦锡因直諫贬为判官，王彥儔待之盡禮，如在朝廷。數年后，在池州去世。